# 瑞典虎

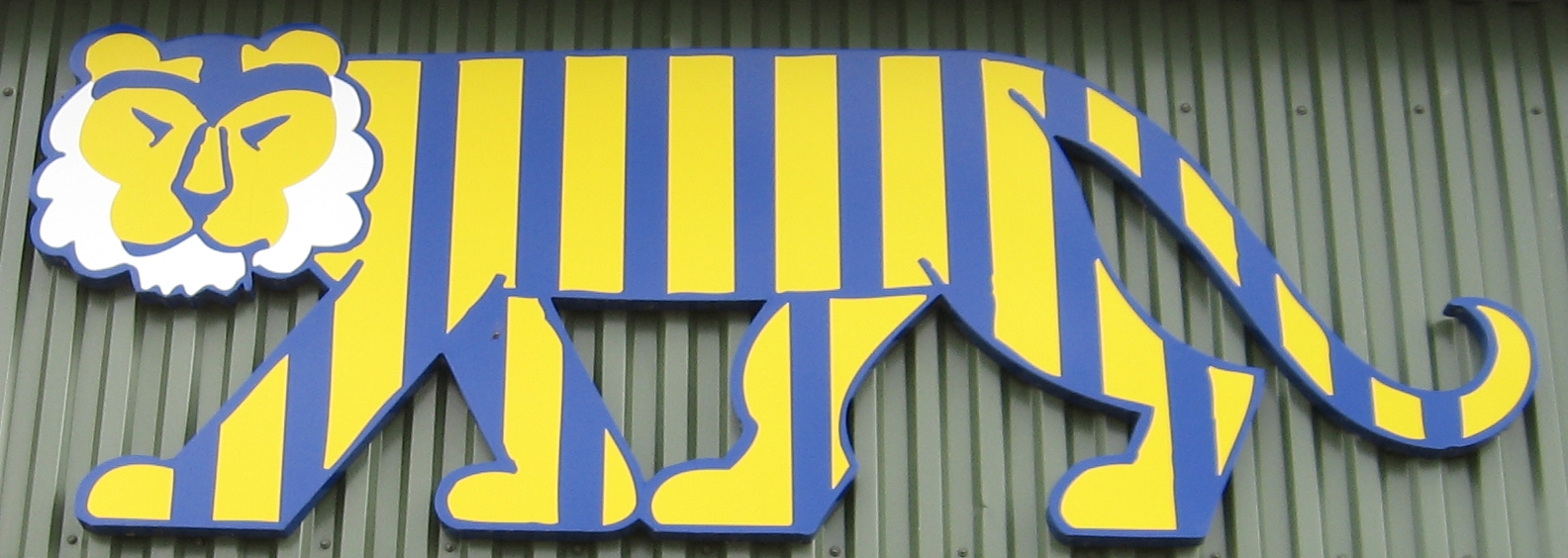
瑞典虎图案

瑞典虎（瑞典語：En svensk tiger）是瑞典曾于二战期间使用的一种宣传标志。瑞典虎的瑞典语原文“En svensk tiger”是个双关语：svensk既可指瑞典人，也可以指瑞典这个国家；tiger一方面有老虎之意，一方面也有缄口不言之意。瑞典虎标志的内涵是希望当时的瑞典人能够保守国家秘密、提防间谍渗透。

## 版权
瑞典虎图案是由瑞典艺术家贝蒂尔·阿尔姆奎斯特于1941年设计的。该图案结合了老虎的图形以及瑞典国旗中的蓝黄二色。1972年阿尔姆奎斯特去世后，该图案的版权转到了瑞典的“战备博物馆”（Beredskapsmuseet）处。瑞典空军之后还曾因未获授权使用瑞典虎图案败诉，需向有关方面补缴使用费。